# Diallus guttatus
Diallus guttatus là một loài bọ cánh cứng trong họ Cerambycidae.